# 버나뎃 피터스
버너뎃 피터스(Bernadette Peters, 영어 발음: /ˌbɜːrnəˈdɛt/, 1948년 2월 28일 ~ )는 미국의 배우, 가수, 작가이다.

## 출연 작품

### 영화
- 터치 다운 (영화)
- 무성 영화 (영화)
- 애니 (1982년 영화)
- 핑크 캐딜락
- 중년의 위기 (영화)
- 아나스타샤 (1997년 영화)
- 미녀와 야수: 마법의 크리스마스
- 오즈의 마법사: 돌아온 도로시
- 틱, 틱... 붐! (영화)

### 텔레비전
- 에드 설리번 쇼
- 올 인 더 패밀리
- 머펫 쇼
- 팀 콘웨이
- 새터데이 나이트 라이브
- 인투 더 우즈
- 애니매니악스
- 인사이드 디 액터스 스튜디오
- 프레이저 (시트콤)
- 앨리 맥빌
- 보스턴 리걸
- 그레이 아나토미
- 어글리 베티
- 스매쉬 (드라마)
- 굿 파이트
- 케이티 킨
- 조이의 특별한 플레이리스트

### 연극
- 인투 더 우즈
- 타르튀프